# Саги, Иехошуа
Иехошуа Саги́ (Берман; ивр. יהושע שגיא (ברמן)‎; 27 сентября 1933, Иерусалим — 18 февраля 2021) — израильский военный и политический деятель. Глава Управления военной разведки в 1979—1983 годах, депутат кнессета 12-го созыва от партии «Ликуд», мэр города Бат-Ям с 1993 по 2003 год.

## Биография
Иехошуа Саги родился в Иерусалиме в 1933 году. Окончил школу в иерусалимском районе Бейт-Керем, в дальнейшем получил первую академическую степень по всемирной истории и международным отношениям в Тель-Авивском университете.
Во время Шестидневной войны и затем в ходе войны на истощение Саги служил в управлении разведки Южного военного округа, во время войны Судного дня возглавлял разведотдел дивизии.
С 1974 по 1978 год Саги занимал должность помощника директора Управления военной разведки (АМАН) по исследовательской работе, затем в течение года был заместителем директора АМАН. С 1979 по 1983 занимал пост директора АМАН. В должности заместителя, а затем директора АМАН Саги выступал против ряда военных и политических решений, которые в итоге были приняты израильским руководством; среди этих решений — заключение мира с Египтом, бомбардировка иракского ядерного центра и Ливанская война 1982 года. Переведен в запас в звании алуфа по решению комиссии Кахана, расследовавшей обстоятельства резни в Сабре и Шатиле в сентябре 1982 года. Комиссия обвинила Саги в безразличном отношении и игнорировании событий, к которым он по долгу службы должен был проявить непосредственное внимание.
После увольнения Саги занимал административные посты в концерне «Тадиран» и в Электрической компании Израиля. В 1987 году он присоединился к партии «Херут», в это время входившей в блок «Ликуд». Поручителем нового члена партии выступил действующий премьер-министр Израиля Ицхак Шамир. В 1988 году Саги был избран в кнессет 12-го созыва от «Ликуда». В кнессете входил в состав финансовой комиссии, комиссии по иностранным делам и обороне и комиссии по внутренним делам и экологии. С 1988 года Саги также занимал должность заместителя мэра Бат-Яма и в 1993 году, по окончании работы в кнессете, при поддержке тогдашнего председателя «Ликуда» Биньямина Нетаньяху одержал убедительную победу на выборах мэра этого города.
После десяти лет на посу мэра Бат-Яма Саги оставил его, заняв должность посла Израиля на Филиппинах, в которой оставался до 2007 года. Общественная оценка его деятельности как мэра в 2003 году была негативной. Как указывала в это время газета «Маарив», он оставил городу, который принял со сбалансированным бюджетом, суммарный дефицит не менее чем в 150 миллионов шекелей, грязные улицы и отсутствие рабочих мест. В то же время в период его работы в качестве мэра в Бат-Яме открылись дворец культуры, учебный центр «Орот ха-Тора» и филиал Открытого университета Израиля.
Скончался в феврале 2021 года в возрасте 87 лет, оставив после себя жену Хану и трёх дочерей.